# Giuseppe Agelio
Vous pouvez partager vos connaissances en l’améliorant (comment ?) selon les recommandations des projets correspondants.
Giuseppe Agelio dit Agelio da Sorrento (écrit aussi Agellio) (né en 1570 à Sorrente, en Campanie - mort après 1620) est un peintre italien baroque de la fin du XVIe et du début du  XVIIe siècle.

## Biographie
Giuseppe Agelio est l'élève du peintre Cavaliere dalle Pomerancie. Il a été employé par ses frères pour leurs peintures historiques dans  les fonds de paysages où il excellait.

## Sources
- Bernardo De Dominici, « Agelio » in  Vite dei pittori, scultori ed architetti napoletani publié par Tip. Trani, 1843,  article en
- Matthew Pilkington, « Agelio » in A General Dictionary of Painters: Containing Memoirs of the Lives and Works of the Most Eminent Professors of the Art of Painting, from Its Revival, by Cimabue in the Year 1250, to the Present Time, publié par Printed for Thomas Tegg, 1829
- Stefano Ticozzi, « Agellio » in Degli Architetti, Scultori, Pittori, Intagliatori In Rame Ed In Pietra Coniatori AI Medaglie, Musaicisti, Niellatori, Intarsiatori: D'ogni Età e D'ogni Nazione publié par G. Schiepatti, 1833